# Scylaticus zirconius
Scylaticus zirconius là một loài ruồi trong họ Asilidae. Scylaticus zirconius được Londt miêu tả năm 1992. Loài này phân bố ở vùng nhiệt đới châu Phi.